# Liste der Einträge im National Register of Historic Places im Stearns County

Lage des Stearns County in Minnesota

Die Liste der Einträge im National Register of Historic Places im Stearns County in Minnesota führt alle Bauwerke und historischen Stätten im Stearns County auf, die in das National Register of Historic Places aufgenommen wurden.

## Legende
| NRHP | Historic Place             |
| HD   | Historic District          |
| NHL  | National Historic Landmark |

## Aktuelle Einträge
| [ 2 ] | Name                                                         | Bild                                                         | Eintragsdatum        | Lage                                                                                    | Ort                   | Beschreibung                                                                    |
| ----- | ------------------------------------------------------------ | ------------------------------------------------------------ | -------------------- | --------------------------------------------------------------------------------------- | --------------------- | ------------------------------------------------------------------------------- |
| 1     | Francis Arnold House                                         | Francis Arnold House                                         | 1994 ID-Nr. 94001409 | 32268 County Road 1 45° 35′ 25″ N, 94° 10′ 34″ W                                        | Le Sauk Township      |                                                                                 |
| 2     | John N. Bensen House                                         | John N. Bensen House                                         | 1982 ID-Nr. 82003050 | 402 6th Avenue, South 45° 33′ 21″ N, 94° 9′ 20″ W                                       | St. Cloud             |                                                                                 |
| 3     | Bishop's House/Chancery Office                               | Bishop's House/Chancery Office                               | 1982 ID-Nr. 82003051 | 214 3rd Avenue, South 45° 33′ 36″ N, 94° 9′ 10″ W                                       | St. Cloud             | Teil der Stearns County MPS                                                     |
| 4     | Christopher Borgerding House                                 | Christopher Borgerding House                                 | 1982 ID-Nr. 82003039 | Washburn Avenue 45° 27′ 7″ N, 95° 0′ 12″ W                                              | Belgrade              | Teil der Stearns County MPS                                                     |
| 5     | Carter Block                                                 | Carter Block                                                 | 1986 ID-Nr. 86001297 | 501-511 1st Street, North 45° 33′ 44″ N, 94° 9′ 34″ W                                   | St. Cloud             |                                                                                 |
| 6     | Church of St. Boniface                                       | Church of St. Boniface                                       | 1993 ID-Nr. 93001234 | 203 South 5th Avenue East 45° 40′ 21″ N, 94° 48′ 27″ W                                  | Melrose               |                                                                                 |
| 7     | Church of St. Joseph-Catholic                                | Church of St. Joseph-Catholic                                | 1982 ID-Nr. 82003057 | Minnesota Street Ecke College Avenue 45° 33′ 51″ N, 94° 19′ 5″ W                        | St. Joseph            | Teil der MPS Ethnic Hamlet Churches-Stearns County Catholic Settlement Churches |
| 8     | Church of St. Mary Help of Christians-Catholic               | Church of St. Mary Help of Christians-Catholic               | 1982 ID-Nr. 82003049 | County Highway 7 45° 28′ 46″ N, 94° 9′ 5″ W                                             | St. Augusta           | Teil der Stearns County MPS                                                     |
| 9     | Church of St. Stephen-Catholic                               | Church of St. Stephen-Catholic                               | 1982 ID-Nr. 82003059 | County Highway 7 45° 42′ 6″ N, 94° 16′ 30″ W                                            | St. Stephen           | Teil der MPS Ethnic Hamlet Churches-Stearns County Catholic Settlement Churches |
| 10    | Church of the Immaculate Conception-Catholic                 | Church of the Immaculate Conception-Catholic                 | 1982 ID-Nr. 82003038 | County Highway 9 45° 39′ 42″ N, 94° 28′ 28″ W                                           | Avon                  | Teil der MPS Ethnic Hamlet Churches-Stearns County Catholic Settlement Churches |
| 11    | Church of the Sacred Heart (Catholic)                        | Church of the Sacred Heart (Catholic)                        | 1991 ID-Nr. 91000906 | 110 3rd Avenue, Northeast 45° 39′ 46″ N, 94° 41′ 9″ W                                   | Freeport              |                                                                                 |
| 12    | Clark and McCormack Quarry and House                         | Clark and McCormack Quarry and House                         | 1982 ID-Nr. 82003046 | Pine Street 45° 28′ 28″ N, 94° 20′ 0″ W                                                 | Rockville             | Teil der Stearns County MPS                                                     |
| 13    | Nehemiah P. Clarke House                                     | Nehemiah P. Clarke House                                     | 1982 ID-Nr. 82003052 | 356 3rd Avenue, South 45° 33′ 30″ N, 94° 9′ 7″ W                                        | St. Cloud             | Teil der Stearns County MPS                                                     |
| 14    | Fair Haven Flour Mill                                        | Fair Haven Flour Mill                                        | 1978 ID-Nr. 78001574 | Abseits des County Highway 7 45° 19′ 1″ N, 94° 12′ 50″ W                                | Fairhaven             |                                                                                 |
| 15    | Fifth Avenue Commercial Buildings                            | Fifth Avenue Commercial Buildings                            | 1982 ID-Nr. 82003053 | 14-30 5th Avenue, South 45° 33′ 38″ N, 94° 9′ 25″ W                                     | St. Cloud             | Teil der Stearns County MPS                                                     |
| 16    | First National Bank                                          | First National Bank                                          | 1982 ID-Nr. 82003054 | 501 St. Germain Street 45° 33′ 40″ N, 94° 9′ 29″ W                                      | St. Cloud             | Teil der Stearns County MPS                                                     |
| 17    | First State Bank                                             | First State Bank                                             | 1982 ID-Nr. 82003058 | 23 Minnesota Street, West 45° 33′ 53″ N, 94° 19′ 7″ W                                   | St. Joseph            | Teil der Stearns County MPS                                                     |
| 18    | Foley-Brower-Bohmer House                                    | Foley-Brower-Bohmer House                                    | 1978 ID-Nr. 78001563 | 385 3rd Avenue, South 45° 33′ 25″ N, 94° 9′ 8″ W                                        | St. Cloud             |                                                                                 |
| 19    | Freeport Roller Mill and Miller's House                      | Freeport Roller Mill and Miller's House                      | 1982 ID-Nr. 82003043 | Mary Street 45° 39′ 43″ N, 94° 41′ 17″ W                                                | Freeport              | Teil der Stearns County MPS                                                     |
| 20    | Anton Gogala Farmstead                                       | Anton Gogala Farmstead                                       | 1982 ID-Nr. 82003048 | Kreuzung von MN 238 und County Highway 39 45° 40′ 24″ N, 94° 36′ 16″ W                  | St. Anthony           | Teil der Stearns County MPS                                                     |
| 21    | Eugene Hermanutz House                                       | Eugene Hermanutz House                                       | 1982 ID-Nr. 82003040 | 302 North Red River Avenue 45° 27′ 20″ N, 94° 25′ 22″ W                                 | Cold Spring           | Teil der MPS Cold Spring Brewers' Houses                                        |
| 22    | Kimball Prairie Village Hall                                 | Kimball Prairie Village Hall                                 | 1982 ID-Nr. 82003045 | Main Street Ecke Hazel Street 45° 18′ 46″ N, 94° 18′ 1″ W                               | Kimball               | Teil der Stearns County MPS                                                     |
| 23    | Sinclair Lewis Boyhood Home                                  | Sinclair Lewis Boyhood Home                                  | 1968 ID-Nr. 68000027 | 812 Sinclair Lewis Avenue 45° 44′ 15″ N, 94° 57′ 25″ W                                  | Sauk Centre           |                                                                                 |
| 24    | Michael Majerus House                                        | Michael Majerus House                                        | 1978 ID-Nr. 78001564 | 404 9th Avenue, South 45° 33′ 20″ N, 94° 9′ 35″ W                                       | St. Cloud             |                                                                                 |
| 25    | Minnesota Home School for Girls Historic District            | Minnesota Home School for Girls Historic District            | 1989 ID-Nr. 88003090 | Abseits der MN 302 45° 45′ 7″ N, 94° 56′ 47″ W                                          | Sauk Centre           |                                                                                 |
| 26    | Model School                                                 | Model School                                                 | 1988 ID-Nr. 88003072 | 826 1st Avenue, South 45° 33′ 5″ N, 94° 8′ 53″ W                                        | St. Cloud             |                                                                                 |
| 27    | Original Main Street Historic District                       | Original Main Street Historic District                       | 1994 ID-Nr. 94000758 | Main Street zwischen South 8th Street und North 3rd Street 45° 44′ 16″ N, 94° 57′ 7″ W  | Sauk Centre           |                                                                                 |
| 28    | John Oster House                                             | John Oster House                                             | 1982 ID-Nr. 82003041 | 201 North Red River Avenue 45° 27′ 18″ N, 94° 25′ 28″ W                                 | Cold Spring           | Teil der MPS Cold Spring Brewers' Houses                                        |
| 29    | Palmer House Hotel                                           | Palmer House Hotel                                           | 1982 ID-Nr. 82003047 | 500 Sinclair Lewis Avenue 45° 44′ 15″ N, 94° 57′ 7″ W                                   | Sauk Centre           |                                                                                 |
| 30    | Pan Motor Company Office and Sheet Metal Works               | Pan Motor Company Office and Sheet Metal Works               | 1984 ID-Nr. 84001694 | 435-437 33rd Avenue, North 45° 33′ 43″ N, 94° 11′ 55″ W                                 | St. Cloud             |                                                                                 |
| 31    | Ferdinand Peters House                                       | Ferdinand Peters House                                       | 1982 ID-Nr. 82003042 | 214 North Red River Avenue 45° 27′ 20″ N, 94° 25′ 24″ W                                 | Cold Spring           | Teil der MPS Cold Spring Brewers' Houses                                        |
| 32    | St. Benedict's Convent and College Historic District         | St. Benedict's Convent and College Historic District         | 1989 ID-Nr. 89000160 | College Avenue Ecke Minnesota Street 45° 33′ 47″ N, 94° 19′ 4″ W                        | St. Joseph            |                                                                                 |
| 33    | St. Cloud Commercial Historic District                       | St. Cloud Commercial Historic District                       | 1998 ID-Nr. 98000153 | West St. Germain Street zwischen 5th Avenue und 10th Avenue 45° 33′ 32″ N, 94° 9′ 33″ W | St. Cloud             |                                                                                 |
| 34    | St. Cloud Veterans Administration Hospital Historic District | St. Cloud Veterans Administration Hospital Historic District | 2012 ID-Nr. 12000524 | 4801 Veterans Drive 45° 34′ 26,3″ N, 94° 12′ 49,3″ W                                    | St. Cloud             | Teil der MPS United States Second Generation Veterans Hospitals                 |
| 35    | St. John’s Abbey and University Historic District            | St. John’s Abbey and University Historic District            | 1979 ID-Nr. 79001256 | County Highway 159 45° 34′ 55″ N, 94° 23′ 38″ W                                         | Collegeville Township |                                                                                 |
| 36    | Stearns County Courthouse and Jail                           | Stearns County Courthouse and Jail                           | 1982 ID-Nr. 82003056 | 705 Courthouse Square 45° 33′ 39″ N, 94° 9′ 43″ W                                       | St. Cloud             | Teil der Stearns County MPS                                                     |

## Frühere Einträge
| [ 2 ] | Name                                | Bild | Eintragsdatum        | Lage                                                 | Ort         | Beschreibung                                    |
| ----- | ----------------------------------- | ---- | -------------------- | ---------------------------------------------------- | ----------- | ----------------------------------------------- |
| 1     | Catholic Church of the Sacred Heart |      | 1993 ID-Nr. 82003044 | Abseits des County Highway 9                         | Holdingford |                                                 |
| 2     | St. Cloud Post Office/City Hall     |      | 1976 ID-Nr. 76001074 | 314 St. Germain Street 45° 45′ 32″ N, 95° 7′ 42,8″ W | St. Cloud   | 1987 abgerissen und aus dem Register gestrichen |